# نکاح فضولی
نکاحِ فضولی نوعی عقد نکاح است که توسط فردی غیر از زن و مرد یا نمایندهٔ قانونی‌شان محقق شود. نکاح صغیرین، از مصادیقِ نکاح فضولی شناخته می‌شود که اکثر فقهای اسلام معتقدند چنین نکاحی می‌تواند توسط ولی صغیر و صغیره یا حتی فردی غیر از ولی منعقد شود. نکاح فضولی بین صغیرین هرچند صحیح، اما غیرنافذ است و نفوذ آن وابسته به صدور اجازه معقودله یا معقودلها یا هر دو یا نماینده هر کدام از آن‌ها خواهد بود.